# سیمون شمپ
سیمون شمپ (آلمانی: Simon Schempp؛ زادهٔ ۱۴ نوامبر ۱۹۸۸) ورزشکار دوگانه اهل آلمان است.
وی همچنین برندهٔ جوایزی همچون برگ بوی نقره‌ای شده‌است.